# Vierge à l'Enfant avec une poire
Vierge à l'Enfant avec une poire (ou Marie avec l'Enfant couché avec une tranche de poire ou Madone avec la tranche de poire ) est une peinture à l'huile sur panneau de bois de l'artiste de la Renaissance allemande Albrecht Dürer (1471-1528) datant de 1512. Elle est conservée au musée d'Histoire de l'art de Vienne.

## Description
Dürer représente le portrait de Marie en buste sur un fond sombre, tenant son enfant des deux mains sur un tissu qui était à l'origine probablement violet (maintenant fané). La Vierge porte une robe bleue et un foulard léger avec un voile transparent en dessous. Dans sa main gauche, Jésus tient une petite tranche de poire, sur laquelle on peut voir les marques de ses dents. Du point de vue du spectateur, Marie est légèrement tournée vers la gauche et incline la tête vers l'Enfant. Son regard suit également cette direction, sa bouche, qui sourit doucement, est fermée. Le garçon, qui a l’air enjoué, regarde en haut à droite en gardant sa tête droite ; dans sa bouche légèrement ouverte, les petites incisives sont visibles. Aucune figure n'est représentée avec un nimbe.

## Interprétation
Le regard de Marie - il n'est pas clair si elle regarde directement son enfant ou regarde vers le bas - et la couleur à l'origine probablement violette du tissu indiquent vraisemblablement la mort imminente du Christ sur la Croix. La Vierge, souriante mais concentrée sur elle-même, semble déjà percevoir la Passion. La poire que l'Enfant Jésus a grignotée peut être interprétée comme un symbole d'amour en raison de sa douceur. Les pépins sont visibles au milieu du fruit, ce qui, au sens figuré, fait probablement référence à la germination de la graine de la mort sacrificielle du Christ, qui promet la Rédemption. Marie serait comme un poirier qui donne un fruit au monde, Jésus, qui à son tour apporte l'amour et le salut aux personnes. En plus de l'expressivité religieuse, l'idée d'humanisme apparait dans cette image : elle est soulignée par l'absence d'auréoles des protagonistes. Le tableau peut également être interprété comme une représentation de la mère et de l'enfant : avec la poire comme symbole de l'amour, l'accent est mis sur la relation intime entre les deux. L'introversion de la mère peut être perçue comme une préoccupation pour le bien-être futur de l'enfant.
L'image peut également être interprétée d'un point de vue médical, l'enfant Jésus présentant les signes caractéristiques d'une carence en vitamine D : front et sommet de la tête saillants avec aplatissement de l'os occipital, affaissement de la paroi abdominale, déformation thoracique et gonflement des épiphyses des poignets et des chevilles.

## Technique

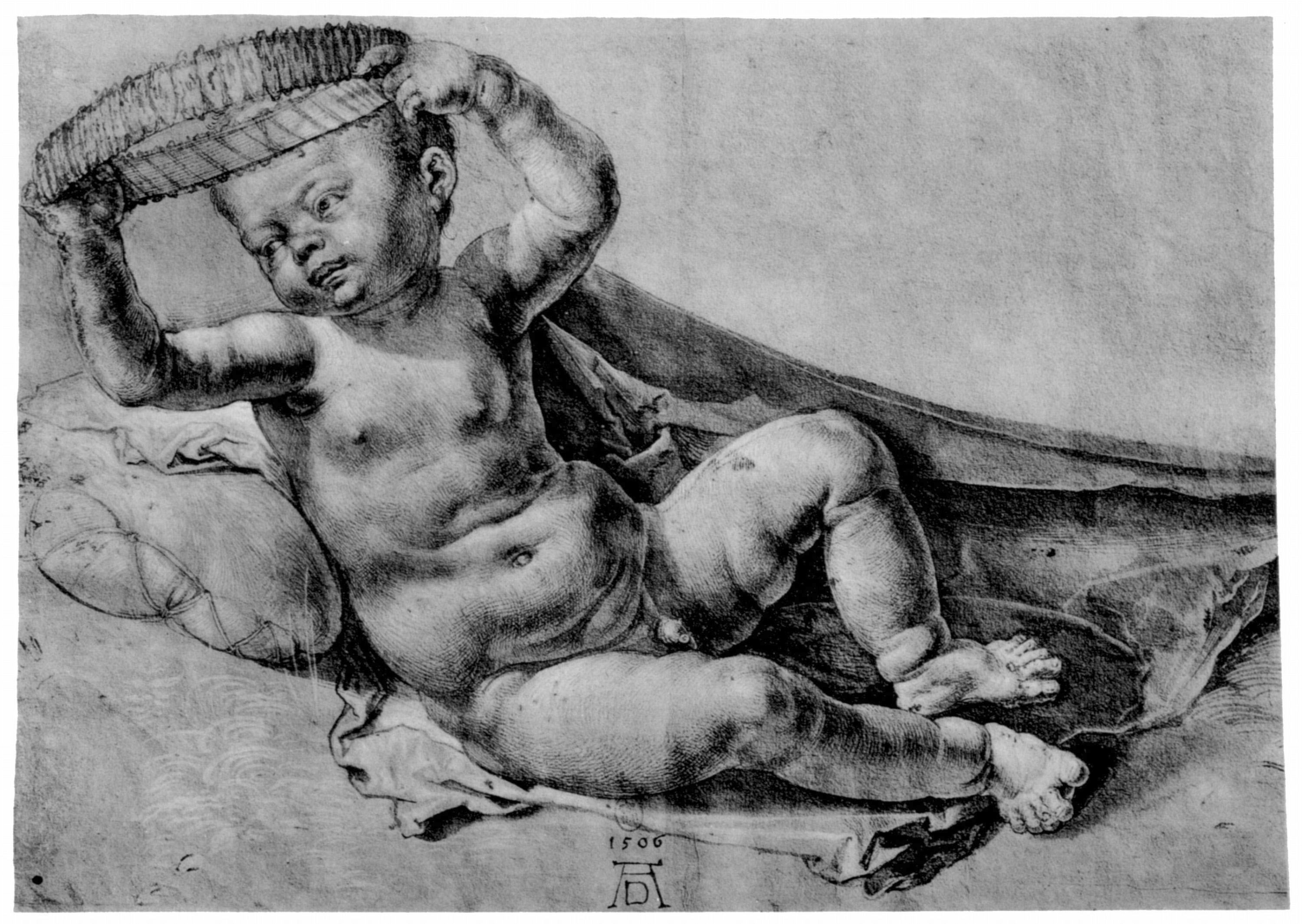
Enfant tenant une couronne.

Le tableau a été peint sur un panneau de tilleul apprêté de blanc. A une époque inconnue, le panneau de 49 cm de long et 37 cm de large a été aminci et parqueté ; il ne fait plus que 4 mm d'épaisseur. Le dessin sous-jacent, appliqué au pinceau fin dans un médium liquide, révèle des différences nettes entre le dessin de Marie et celui de l'Enfant. Alors que le dessin sous-jacent de la Vierge est exécuté très finement et en détail avec de nombreuses hachures parallèles et croisées, Dürer n'a préparé que les grandes lignes de l'Enfant Jésus, avec des lignes clairsemées, souvent brisées. Dans la réalisation picturale de Marie, il suit son dessin sous-jacent presque sans déviation et le conçoit avec de fins glacis. La peinture de l'Enfant, en revanche, s'écarte quelque peu du dessin sous-jacent (l'oreille est décalée vers la gauche), le corps allongé est formé d'élévations concises et est plastiquement conçu par des ombres entrelacés de type sfumato. De plus, Dürer utilise une proportion plus élevée de pigments noirs pour la carnation de l'Enfant que pour celle de sa mère. Afin de modeler et de structurer la couleur, l'artiste utilise souvent ses doigts ou la paume de ses mains.
Dürer s'inspire du dessin de l'Enfant tenant une couronne, reprenant très fidèlement la position des jambes de l'Enfant, à laquelle il a dû renoncer dans la commande vénitienne de 1506 de La Vierge de la fête du rosaire.

## Histoire
Dürer peint la Vierge à l'Enfant avec une poire à Nuremberg ; le client n'est pas connu. Il est vrai qu'il ait également créé de tels panneaux mariaux sans en avoir reçu commande, mais en raison de l'exécution minutieuse de la Vierge, il n’a probablement pas réalisé ce tableau, qui servait probablement d’Andachtsbild, comme un banal travail occasionnel. Dans une autre représentation de Marie, dans la Sainte Famille (1509), Dürer a donné un visage très similaire à Marie.
D'un point de vue stylistique, on retrouve dans cette œuvre des influences hollandaises et italiennes. Marie en introspection rappelle la Vierge de Dangolsheim de Nicolas Gerhaert de Leyde, tandis que l'Enfant Jésus joyeux et représenté de manière vivante ressemble fortement à la sculpture du Putto couché d'Andrea del Verrocchio.
En 1600, Rodolphe II (empereur du Saint-Empire) a acquis deux images non précisées de la Vierge Marie de la collection d'art d'Antoine Perrenot de Granvelle pour sa résidence à Prague. Il est possible que la Vierge à l'Enfant avec une poire ait été l'une de ces œuvres qui se sont ensuite retrouvées au Kunsthistorisches Museum de Vienne par le biais de sa collection.

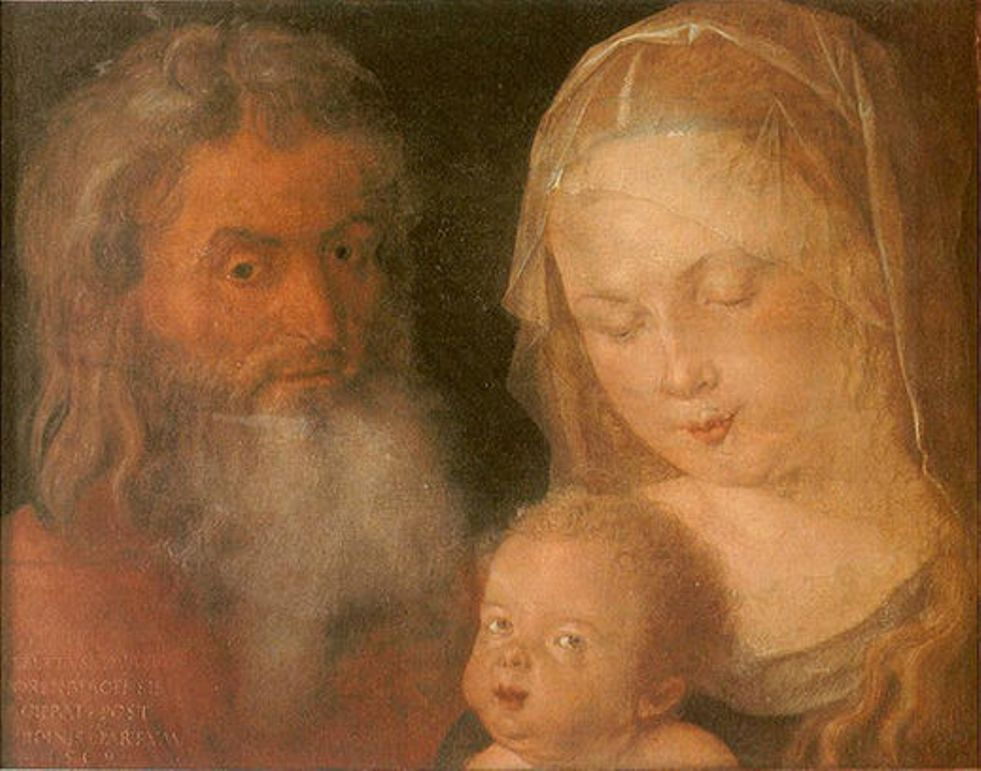
Dürer, La Sainte Famille (1509)
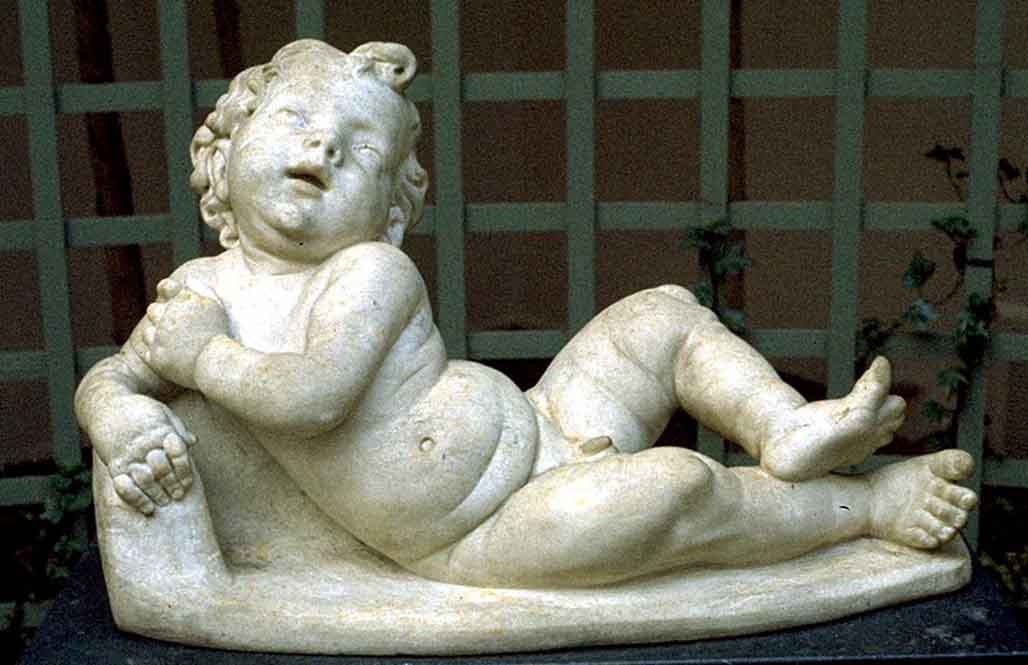
Andrea del Verrocchio, Putto couché
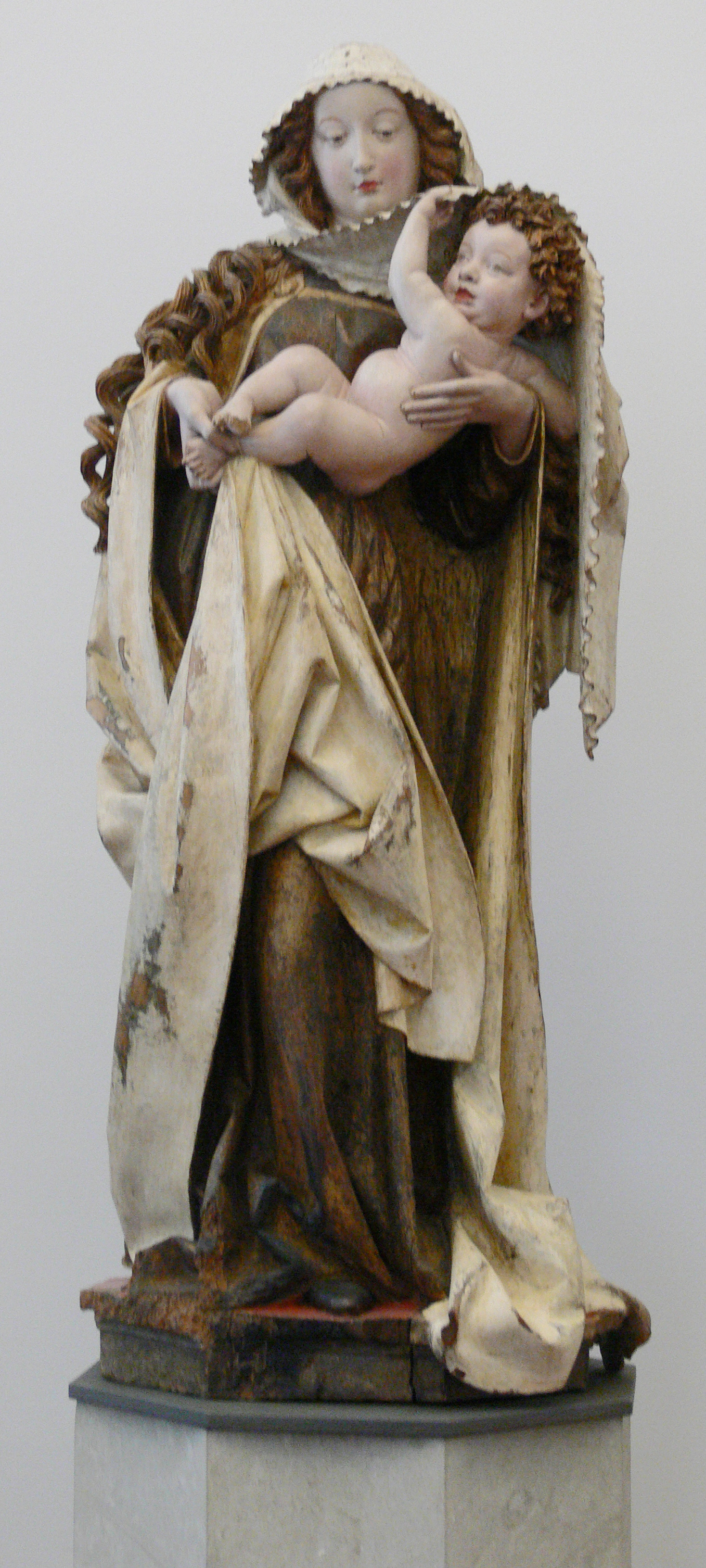
Niclas Gerhaert van Leyden (attribué), Vierge de Dangolsheim (1460/65)

### Postérité

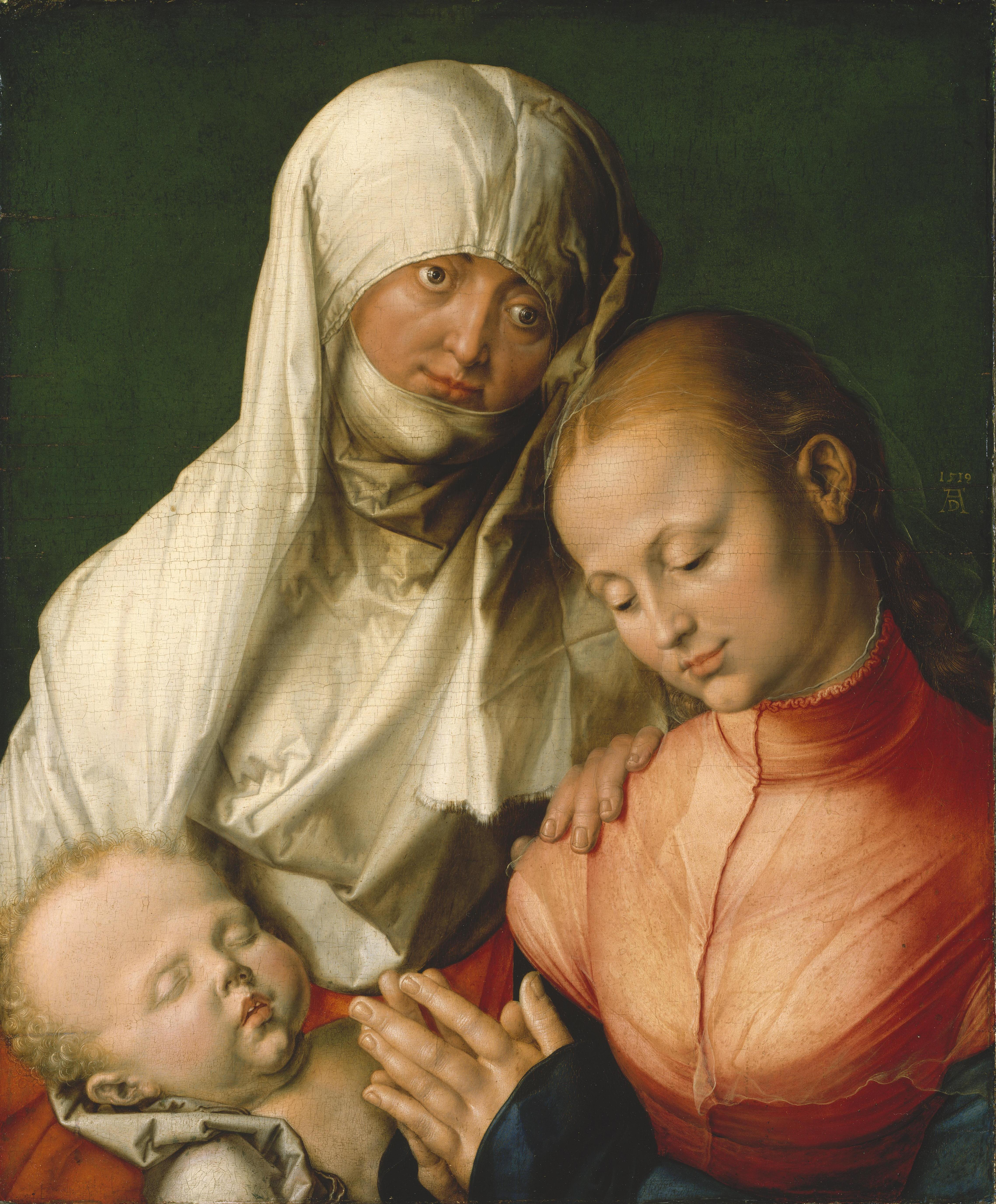
Dürer, Vierge à l'Enfant avec sainte Anne (1519).

En 1519, Dürer réalise le tableau Vierge à l'Enfant avec sainte Anne, une représentation de sainte Anne avec sa fille Marie et l'Enfant Jésus. Dans cette oeuvre, il développe la représentation votive de Marie et l'idée picturale de la Vierge à l'Enfant avec une poire.
Il existe de nombreuses copies et interprétations de la Vierge à l'Enfant avec une poire par d'autres artistes en Italie et en Allemagne, dont les exemples les plus connus sont :
- Daniel Fröschl (attribué) : Vierge avec une tranche de poire (d'après Dürer), peu après 1600, Galerie nationale de Prague
- Daniel Fröschl (attribué) : Vierge à la grappe (d'après Dürer), peu après 1600, Prague, monastère des Capucins
- Franciscus van der Steen : Vierge avec une tranche de poire (d'après Dürer), 1656-1657, Londres, British Museum
- Johann Christian Ruprecht : Vierge avec une tranche de poire (d'après Dürer), vers 1650, Musée des Beaux-Arts de Leipzig
- Giovanni Battista Salvi : Marie avec l'Enfant (d'après Dürer), vers 1650, Musée des Beaux-Arts de Budapest
- Giovanni Battista Salvi : Marie en prière, vers 1650, collection particulière

L'artiste franco-polonaise Lea Lublin reproduit l'Enfant dans son triptyque R.S.I. – Dürer, del Sarto, Parmigianino de 1983,,.

## Liens web
- Ressources relatives aux beaux-arts :   - Art in the Christian Tradition
  - Google Arts & Culture
  - Musée d'Histoire de l'art de Vienne
- « Neue Ausstellungsreihe „Ansichtssachen“ im Kunsthistorischen Museum » (Nouvelle série d'expositions au Kunsthistorisches Museum), article du Österreich Journal, 29 mars 2012.
- Maria avec la tranche de poire . Reportage sur l'exposition Opinion Matter #3 au Kunsthistorisches Museum de Vienne, site du magazine RESTAURO, 2012.